# Torrazza Piemonte
Torrazza Piemonte là một đô thị ở tỉnh Torino trong vùng Piedmont, có vị trí cách khoảng 25 km về phía đông bắc của Torino, nước Ý. Tại thời điểm ngày 31 tháng 12 năm 2004, đô thị này có dân số 2.475 người và diện tích là 9,9 km².
Torrazza Piemonte giáp các đô thị: Saluggia, Rondissone, và Verolengo.